# Ксилокарпус
Ксилокарпус (лат. Xylocarpus) — род цветковых растений семейства Мелиевые (Meliaceae).
Род включает в себя три вида деревьев, произрастающих во влажных мангровых лесах вдоль океанского побережья в западных и центральных регионах Индийского и Тихого океанов, от Восточной Африки и до Австралии и островов Тонга. Ксилокарпус является единственным мангровым растительным родом в семействе мелиевых. Листья стеблевые, среднего размера. Цветки мелкие с 4 листочками околоцветника.
Плоды этих растений имеют округло-продолговатую форму, с пирамидальным семенем внутри.
Древесина представителей рода относится к ценным породам типа махагони.

## Виды
По информации базы данных The Plant List, род включает 3 вида:
- Xylocarpus granatum J.König — Ксилокарпус гранатовый
- Xylocarpus moluccensis (Lam.) M.Roem.
- Xylocarpus rumphii (Kostel.) Mabb.